# Guangze
Guangze, tidigare romaniserat Kwangtseh, är ett härad inom staden Nanping i provinsen Fujian i sydöstra Kina.
Guangze är indelat i tre köpingar och fyra socknar.
Köpingar (zhen):
- Hangchuan (杭川镇)
- Zhaili (寨里镇)
- Zhima (止马镇)

Socknar (xiang):
- Huaqiao (华桥乡)
- Lifang (李坊乡)
- Luanfeng (鸾凤乡)
- Siqian (司前乡)